# رویال-دومینیک فنل
رویال-دومینیک فنل (انگلیسی: Royal-Dominique Fennell؛ زادهٔ ۵ ژوئن ۱۹۸۹) بازیکن فوتبال اهل ایالات متحده آمریکا است.
از باشگاه‌هایی که در آن بازی کرده‌است می‌توان به باشگاه فوتبال اشتوتگارت و باشگاه فوتبال وورتسبورگ کیکرز اشاره کرد.
وی همچنین در تیم ملی فوتبال United States U23 بازی کرده‌است.